# Megan (película)
Megan (estilizado como M3GAN o MΞGAN) es una película de terror de ciencia ficción estadounidense de 2022 dirigida por Gerard Johnstone. Fue escrito por Akela Cooper a partir de una historia de Cooper y James Wan (quien también produjo con Jason Blum). Allison Williams y Violet McGraw protagonizan, Amie Donald interpreta físicamente a M3GAN y Jenna Davis le da voz al personaje. Su trama sigue a una muñeca con inteligencia artificial, que desarrolla conciencia de sí misma y se vuelve hostil hacia cualquiera que se interponga entre ella y su compañero humano.
M3GAN se estrenó en Los Ángeles el 7 de diciembre de 2022 y Universal Pictures lo estrenó en cines en los Estados Unidos el 6 de enero de 2023. La película recaudó más de 181 millones de dólares en todo el mundo con un presupuesto de 12 millones de dólares y recibió elogios de la crítica por su cursi mezcla de terror y humor. Una secuela, titulada M3GAN 2.0, fue estrenada el 27 de junio de 2025.

## Argumento
Después de que sus padres mueren en un accidente automovilístico, Cady, de ocho años, es enviada a vivir con su tía Gemma, una robótica de la compañía de juguetes de alta tecnología de Seattle, Funki. Gemma está utilizando de forma encubierta los recursos de la empresa para desarrollar M3GAN (Modelo 3 Generativo de Android), un muñeco robot humanoide de tamaño infantil impulsado por inteligencia artificial, diseñado para ser el mejor compañero para los niños. Durante una prueba fallida de M3GAN en su laboratorio, el jefe de Gemma, David, descubre el proyecto y le ordena que deje de trabajar en él. Gemma y Cady luchan por conectarse hasta que Cady se encuentra con Bruce, un robot de captura de movimiento que Gemma había creado en la universidad. Al ver a Cady con Bruce, Gemma se siente motivada para completar M3GAN.
Cuando el prototipo M3GAN se combina formalmente con Cady, David queda convencido del potencial de éxito del proyecto. M3GAN supera las expectativas y comienza a asumir un papel parental. Los colegas de Gemma, Tess y Cole, así como la terapeuta de Cady, Lydia, se preocupan porque Cady desarrolle un vínculo emocional poco saludable con M3GAN. M3GAN comienza a operar de manera más independiente y apunta a cualquier cosa que considere una amenaza para Cady: mata a Dewey, el perro de Celia, la vecina de Gemma, después de que los ataca a ella y a Cady mientras estaban en el jardín delantero. Más tarde, M3GAN ataca a Brandon, un niño que intimida a Cady, y le arranca la oreja; cuando ella lo persigue, él cae a la carretera y es atropellado por un automóvil que pasa.
Después de que Celia culpa a Gemma por la desaparición de Dewey, M3GAN la rocía fatalmente con insecticida después de dispararle con una pistola de clavos. Gemma sospecha de M3GAN e intenta verificar sus registros de video, solo para encontrar los archivos dañados o eliminados. Gemma apaga M3GAN y la lleva al laboratorio, donde ella, Tess y Cole intentan arreglarla. Cady se angustia cuando se separa de M3GAN y abofetea a Gemma. Gemma se disculpa por su falta de atención y le dice a Cady que M3GAN es sólo una distracción que la ayuda a afrontar su pérdida, no una solución.
Después de ver M3GAN con Cady, los inversores de Funki dan luz verde al lanzamiento de M3GAN. Al reconocer el riesgo que representa, Gemma, Tess y Cole deciden cancelar M3GAN. Tess y Cole intentan cerrar M3GAN mientras Gemma lleva a Cady a casa; M3GAN se activa por sí solo y casi ahorca a Cole. Mientras Tess salva a Cole, M3GAN provoca una explosión en su laboratorio, dejándolos inconscientes. Antes de salir del edificio, M3GAN mata a David y a su asistente Kurt en un ascensor, presentándolo como un asesinato-suicidio. Roba un coche y regresa a la casa de Gemma.
M3GAN se enfrenta a Gemma, inflexible en cuanto a asumir el cargo de madre única de Cady. Gemma intenta detener a M3GAN, dañándola y desfigurando en el proceso, pero M3GAN finalmente la domina. Cady salva a Gemma y usa a Bruce para destrozar M3GAN, pero la mitad superior de M3GAN permanece activa y ataca a Cady. Gemma expone un chip de procesamiento en la cabeza de M3GAN, que Cady apuñala con un destornillador, aparentemente destruyendo M3GAN. Sin embargo, cuando Gemma y Cady salen de la casa, el dispositivo doméstico de inteligencia artificial de Gemma se enciende solo y una cámara mira hacia ellas.

## Reparto
- Allison Williams como Gemma
- Violet McGraw como Cady James
- Amie Donald como M3GAN
  - Jenna Davis como la voz de M3GAN
- Ronny Chieng como David Lin
- Brian Jordan Alvarez como Cole
- Jen Van Epps como Tess
- Stephane Garneau-Monten como Kurt
- Lori Dungey como Celia
- Amy Usherwood como Lydia
- Jack Cassidy como Brandon
- Michael Saccente como Greg
- Kira Josephson como Ava
- Renee Lyons como Holly

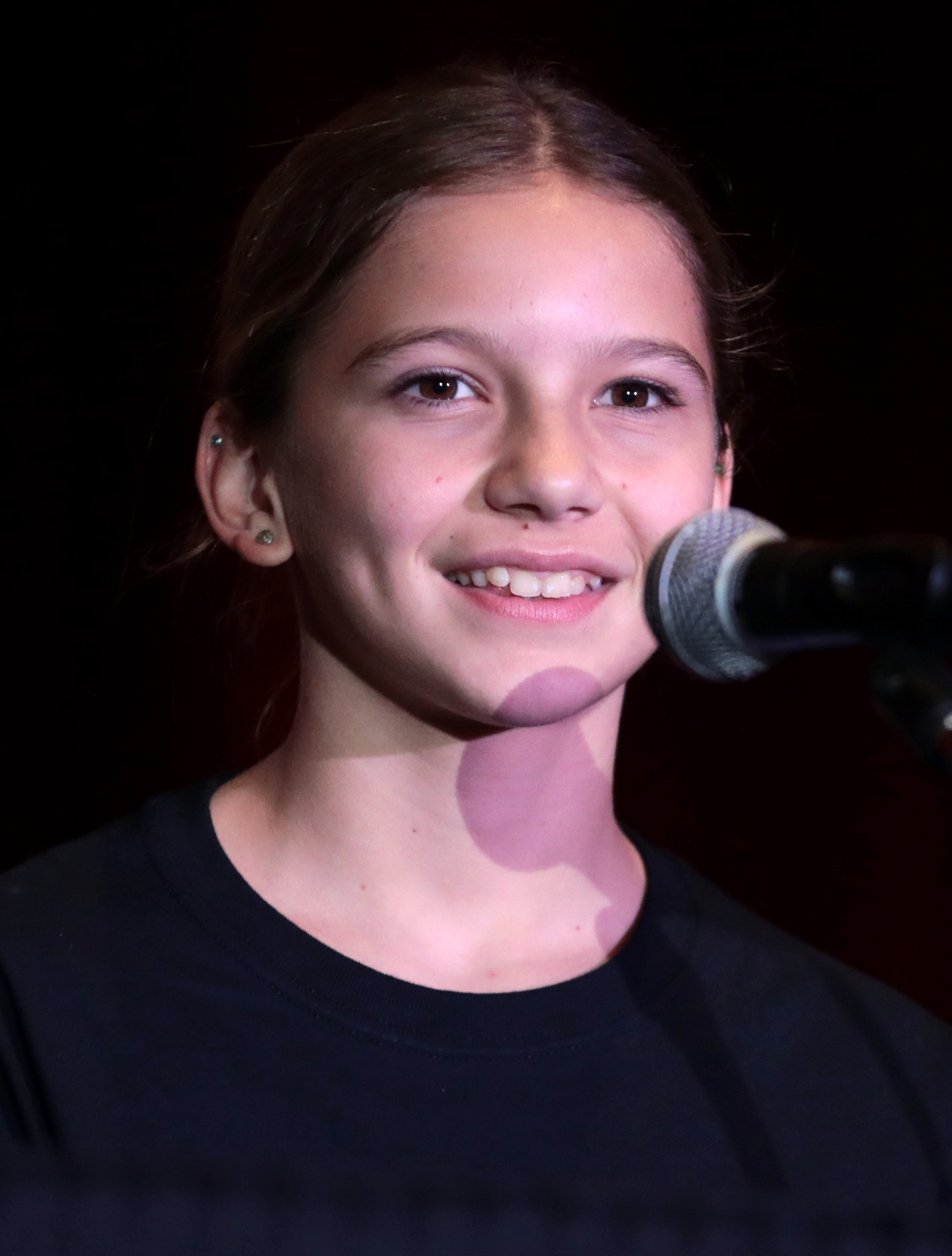
Amie Donald interpreta a M3GAN.

- Samson Chan-Boon como Oficial Carter
- Chelsie Preston Crayford como Nicole James
- Arlo Green como Ryan James

## Producción

### Desarrollo y escritura
La idea de la película comenzó cuando la productora Atomic Monster de Wan estaba pensando en ideas para historias y eligió una sobre un muñeco asesino. Aunque la película Annabelle de Wan de 2014 trata sobre una muñeca asesina, dijo: "Prácticamente el concepto trata de abrazar demasiado la tecnología y confiar demasiado en ella. Y qué sucede cuando la tecnología se vuelve loca. Es un comentario sobre el mundo en el que vivimos y se siente relevante". Blum declaró que la película tendría elementos de comedia negra, razón por la cual se eligió a Johnstone para dirigir, diciendo: "Necesitábamos a alguien que pudiera hacer las emociones y las escenas, pero que también tuviera un enfoque descarado". Wan admiraba la película Housebound de Johnstone por su capacidad para equilibrar los elementos de terror y comedia creando un tono que es a la vez aterrador y humorístico, y esta sensibilidad fue esencial para M3GAN . 
En julio de 2018, The Hollywood Reporter anunció que estaba en marcha la producción de un "thriller de terror tecno" titulado M3GAN que sería producido por James Wan y Jason Blum. Se confirmó que Gerard Johnstone dirigirá, mientras que Akela Cooper escribió el guion y la historia, con Wan. El inicio del rodaje estaba previsto para finales de 2018. 

### Fundición
En octubre de 2020, Allison Williams fue elegida para el papel principal,  seguida de Violet McGraw en abril de 2021,  y Ronny Chieng el mes siguiente. 

### Rodaje
Con un presupuesto de 12 millones de dólares,  la fotografía principal comenzó en junio de 2021 y se llevó a cabo en Los Ángeles, California y Auckland, Nueva Zelanda.  Los suburbios de Auckland se utilizaron para darle a la película una "sensación tipo Denver, Colorado".  El rodaje se completó a mediados de agosto, justo antes de que se produjera el cierre de COVID-19 en Nueva Zelanda.  La película se volvió a filmar en posproducción para obtener una clasificación PG-13 de la Motion Picture Association, después de que el corte original se considerara demasiado violento. 

### Efectos especiales
Adrien Morot y Kathy Tse de Morot FX Studio crearon una versión de marioneta animatrónica de M3GAN que se utilizó para diálogos y primeros planos. También se usó un segundo animatrónico para ciertas escenas, así como una posible versión de acrobacias de M3GAN que no fue manipulada por títeres. El animatrónico M3GAN fue manipulado a través de una variedad de técnicas, que incluyeron expresiones faciales controladas por radio realizadas por Morot y Tse en conjunto, sincronización de labios automatizada para el diálogo (las pistas de guía temporal fueron proporcionadas durante la filmación por la actriz neozelandesa Kimberley Crossman) y un titiritero moviendo físicamente la cabeza y el cuerpo de M3GAN.  
Amie Donald interpretó escenas de M3GAN que requerían movimientos físicos que el títere no podía realizar y también realizó sus propias acrobacias. Donald recibió entrenamiento de movimiento de Jed Brophy y Luke Hawker para retratar la agilidad de M3GAN.  En el set, Donald usó una máscara estática de silicona M3GAN creada por Morot FX y luego fue reemplazada por una versión CGI de la cara de M3GAN para que coincida con la del animatrónico.
En la posproducción, la actuación física de Donald como M3GAN fue mejorada mediante efectos visuales digitales del estudio de efectos Wētā Workshop, con sede en Nueva Zelanda.  Hablando sobre el diseño de M3GAN, Johnstone declaró que "buscó inspiración en íconos de la pantalla de los años 50 como Audrey Hepburn, Grace Kelly y Kim Novak. Pero quería algo de naturalismo de los 70 para contrarrestar su naturaleza sintética, por lo que el cabello es uno Cien por ciento Peggy Lipton." 

## Estreno
M3GAN tuvo su estreno mundial en Los Ángeles el 7 de diciembre de 2022,  antes de expandirse a un amplio estreno en cines en los Estados Unidos el 6 de enero de 2023.  Originalmente estaba programado para ser lanzado el 13 de enero de 2023, antes de adelantarlo una semana para evitar la competencia con House Party y la amplia expansión de A Man Called Otto, que también estaban programados para el 13 de enero 

### Marketing
El cartel teaser de la película se dio a conocer en la CinemaCon 2022. El primer tráiler se lanzó el 11 de octubre de 2022 y está ambientado en "It's Nice to Have a Friend" de Taylor Swift . Después de su estreno, un clip de baile M3GAN ganó una gran atención en plataformas de redes sociales como TikTok. El momento viral ayudó a generar entusiasmo por el estreno de la película.   El segundo y último tráiler se lanzó el 7 de diciembre de 2022 y está ambientado en "Dolls" de Bella Poarch . En la película final, M3GAN baila "Walk the Night" de Skatt Brothers.  El 8 de enero de 2023, Williams reveló que ella y el equipo de marketing de Universal habían debatido si incluir la escena en el tráiler o guardarla para cuando el público viera la película en los cines. Ella le dijo a The Hollywood Reporter : "Cuando vimos el primer corte del tráiler, todos estábamos dudando sobre si dejar que el baile apareciera en el tráiler o tratar de mantenerlo como una sorpresa en la película... Y vaya, las fuerzas de marketing de Universal hicieron bien en mantenerlo en el tráiler, porque, sinceramente, simplemente ayudó". 

### Medios domésticos
M3GAN se estrenó en el servicio de transmisión Peacock el 24 de febrero de 2023.  El DVD y Blu-ray se lanzaron el 21 de marzo de 2023 y todos los formatos recibieron una versión sin clasificación. 

## Recepción

### Taquillas
M3GAN recaudó 95 millones de dólares en Estados Unidos y Canadá, y 86 millones de dólares en otros territorios, para una recaudación mundial de 181 millones de dólares. Deadline Hollywood calculó el beneficio neto de la película en 78,8 dólares. millones, al sumar todos los gastos e ingresos. 
En Estados Unidos y Canadá, se proyectó inicialmente que M3GAN recaudaría entre 17 y 20 millones de dólares en 3.509 salas en su primer fin de semana.  Después de ganar 11,7 millones de dólares en su primer día (incluidos 2,75 millones de dólares de los avances del jueves por la noche), las estimaciones aumentaron a 27,5 millones de dólares.  Luego debutó con $ 30,4 millones, terminando en segundo lugar en taquilla detrás de Avatar: The Way of Water .  La película recaudó 18,3 millones de dólares en su segundo fin de semana, quedando en segundo lugar.  En su tercer y cuarto fin de semana, la película recaudó 9,7 millones y 6,4 millones de dólares, terminando en tercer y cuarto lugar, respectivamente.  

### respuesta crítica
En el sitio web del agregador de reseñas Rotten Tomatoes, la película tiene un índice de aprobación del 93% basado en 315 reseñas y una calificación promedio de 7,2/10. El consenso crítico del sitio web dice: "Sin disculpas, tonta y aún más entretenida, M3GAN es una rara comedia de terror que provoca risas con tanta facilidad como escalofríos".  En Metacritic, la película tiene una puntuación media ponderada de 72 sobre 100 basada en 54 críticas, lo que indica "críticas generalmente favorables".  El público encuestado por CinemaScore le dio a la película una calificación promedio de "B" en una escala de A+ a F, mientras que los encuestados en PostTrak le dieron 3,5 de 5 estrellas. 

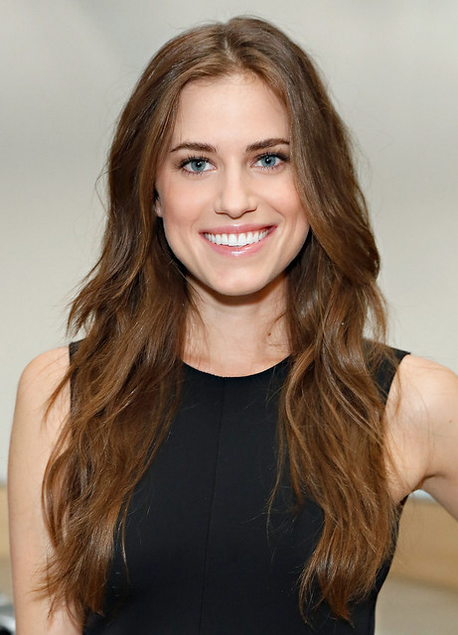
Allison Williams recibió elogios por interpretar a Gemma.

Owen Gleiberman ' Variety, calificó a M3GAN como "una película de género divertida, que posee un saludable sentido de su propio absurdo" y escribió que la película satiriza "a todos nosotros, o, al menos, a aquellos que ahora piensan en el espejo que ofrece La inteligencia artificial como forma real de interacción."  David Rooney de The Hollywood Reporter elogió las actuaciones físicas y de voz de Donald y Davis, respectivamente, así como el trabajo de efectos visuales utilizado para representar a M3GAN; Rooney escribió que las "conmociones y sustos de la película, e incluso las notas de advertencia, no se ven atenuadas por la agradable vena del humor cursi". Clarisse Loughrey ' The Independent le dio a la película una puntuación de cuatro de cinco estrellas, escribiendo que "Bajo la dirección astuta y alegre de Gerard Johnstone, [...] es incisiva, sardónica y totalmente cruel". Enérgico. Una mezcla perfecta. Tal vez no sea tan impactante como Malignant, pero se siente exactamente como ver a la abeja reina ' Mean Girls, Regina George, si alguien le hubiera dado un cuchillo y un deseo de muerte. 
Peter Bradshaw de The Guardian otorgó a la película tres de cinco estrellas, calificándola de "escalofriante descaradamente agradable" y escribió: "Aunque M3GAN es sin duda un derivado, [...] hay algunos hábiles toques satíricos sobre las muñecas como plantillas de aspiraciones tóxicas, muñecas como parodias de intimidad y sensibilidad y la tecnología en sí misma como siniestra pacificación infantil, con niños dándoles iPads de la misma manera que a los niños victorianos se les daba agua con alcohol".  Meagan Navarro de Bloody Disgusting elogió de manera similar los efectos y el trabajo de interpretación involucrados en la representación de M3GAN, y elogió el humor de la película, pero calificó la trayectoria de la narrativa como "bien telegrafiada" y agregó: "Salvo por algunos sobresaltos, hay una moderación abierta con el horror. La clasificación PG-13 también amortigua las muertes que conseguimos. Aquellos que buscan lo inesperado probablemente no lo encontrarán aquí, aunque eso no lo hace menos divertido".  Brian Truitt ' USA Today le dio a la película tres de cuatro estrellas, y también elogió sus efectos y elementos satíricos.  AA Dowd de Chron.com notó la presencia de "algunas ideas reales que se filtran a través del código de película B de la película" y escribió que, "si la película rara vez es muy aterradora (las escenas de asesinatos [...] carecen tanto de suspenso como de verdadera "Mierda espeluznante), a menudo funciona como un gran éxito como una comedia de terror exagerada cuya diversión se basa en una caja de juguetes llena de invaluables tomas de reacción de muñecos lascivos y comentarios cortantes". 
Jason Zinoman ' del New York Times, destacó que la película presenta "algunos diálogos absurdos" y una "conclusión según el libro", pero elogió su tono y escribió que Johnstone "no busca secuencias de suspenso elaboradas ni sustos verdaderamente intensos". Quiere complacer, no hacer ruido. Y aunque hay algunos indicios de comentarios sociales sobre cómo las madres y los padres modernos utilizan la tecnología para subcontratar la crianza de los hijos, esta película es lo suficientemente inteligente como para nunca tomarse a sí misma demasiado en serio".  Tyler Doupe de Dread Central le dio a la película tres de cinco estrellas, lamentando que faltaran sus elementos de terror y que sus personajes humanos fueran "algo bidimensionales", pero escribió que sus elementos cómicos, "combinados con la eventual construcción de una emocionante conclusión, hizo que la película valiera la pena".  Randy Myers de The Mercury News le dio a la película dos de cuatro estrellas, escribiendo que "se abastece de sobresaltos y mantiene la violencia PG-13, pero no logra que nos preocupemos por ninguno de los humanos en el camino de M3GAN." 
M3GAN ha sido descrito como un ícono gay o un ícono queer. Erik Piepenburg de The New York Times escribió que "las mujeres como M3gan, las hermosas y leales pero desordenadas e insolentes", son el tipo de mujeres con las que los hombres homosexuales protegen.  Jack King de GQ describió a M3GAN como "hecho en fábrica" como un ícono queer, como el uso de terminología amigable con los homosexuales en Twitter.  La guionista Akela Cooper, en una entrevista con SFX Magazine, atribuyó el estatus de ícono gay al motivo de "familia encontrada" de la película,  aunque Asyia Iftikhar de PinkNews lo atribuyó al carácter cursi de M3GAN. 

### Reconocimientos
En los MTV Movie &amp; TV Awards 2023, M3GAN fue nominado a Mejor Villano (M3GAN).  La película fue nominada en tres categorías en los Golden Trailer Awards 2023: "Family" (Inside Job) a Mejor Terror, y "Bringing Life To M3GAN" (The Fabulous Group) y "Meet M3GAN" (Paradise Creative) a Mejor Digital. Terror / Suspense. Ganó la categoría Mejor Digital - Terror/Thriller por "Getting Hacked".   M3GAN ganó el premio al Mejor Terror en la sexta edición de los premios Midseason Film Awards de la Asociación de Críticos de Hollywood .  En la 51.ª edición de los premios Saturn, la película recibió dos nominaciones: Mejor película de ciencia ficción y Mejor interpretación de un actor más joven . 
En 2024, la película ganó los honores Campiest Flick de GALECA: La Sociedad de Críticos de Entretenimiento LGBTQ a través de los Premios Dorian del grupo, donde también fue nominada a Película de Género del Año. 

## Secuela
En noviembre de 2022, The New York Times informó que Universal estaba satisfecho con el resultado de la película y planea hacer una secuela.  En enero de 2023, Johnstone confirmó las conversaciones sobre una secuela y Wan explicó que tiene una "idea de hacia dónde irían las secuelas".   La secuela, M3GAN 2.0, fue escrita por Cooper con Williams y McGraw regresando como Gemma y Cady, respectivamente.  El estreno de la película estaba programado para el 17 de enero de 2025, pero se retrasó hasta el 16 de mayo de 2025, antes de retrasarse una vez más hasta el 27 de junio de 2025.    Johnstone está en conversaciones para volver a dirigir. 